# جون بيشوف
جون بيشوف (بالإنجليزية: John Bischoff) هو لاعب كرة قاعدة أمريكي، ولد في 28 أكتوبر 1894 في إدوردسفيل في الولايات المتحدة، وتوفي في 28 ديسمبر 1981 في غرانيت سيتي في الولايات المتحدة.

## وصلات خارجية
- جون بيشوف على موقعبيزبول رفرنس.كوم (الدوري الرئيسي) (الإنجليزية)
- جون بيشوف على موقع مشجعي الرسوم البيانية (الإنجليزية)